# Ingo Materna
Ingo Materna (* 22. Juni 1932 in Groß Lunow; †  16. Januar 2022 in Berlin) war ein deutscher Zeithistoriker.

## Leben
Ingo Materna wuchs in Güstrow auf. In seiner Kindheit war Materna Mitglied der Hitlerjugend und besuchte kurze Zeit eine Adolf-Hitler-Schule auf der Ordensburg Sonthofen. Nach dem Krieg besuchte er eine Schule in Ludwigslust und trat in die FDJ ein. Nach dem Abitur studierte er von 1951 bis 1955 Geschichte und Pädagogik, Philosophie, Psychologie an der Humboldt-Universität zu Berlin. 1952 erfolgte der Eintritt in die SED. Nach dem Studienabschluss war er kurzzeitig als Geschichtslehrer in Brandenburg tätig, danach nahm er eine Anstellung als Assistent am Museum für Deutsche Geschichte an. Er spezialisierte sich auf die Novemberrevolution 1918 und die Geschichte der Berliner Arbeiterbewegung. Am Museum war Materna 1963 an der Gestaltung neuer Ausstellungsbereiche zur Geschichte von 1900 bis 1945 beteiligt. Materna stand zu diesem  Zeitpunkt mit Ernst Busch und anderen bedeutenden Vertretern der Arbeiterbewegung in Kontakt. Nach der Promotion 1970 wurde er stellvertretender Direktor des Museums für Deutsche Geschichte. Vom 1. September 1981 bis 1997 hatte er einen Lehrstuhl für Territorialgeschichte Berlin-Brandenburgs an der Humboldt-Universität zu Berlin inne.

## Veröffentlichungen (Auswahl)
Als Autor
- Der Vollzugsrat der Berliner Arbeiter- und Soldatenräte 1918/19. Dietz, Berlin 1978 (überarbeitete Dissertation, HU Berlin, 1970).
- Die revolutionäre Berliner Arbeiterbewegung 1914–1919, die Herausbildung der KPD. 1984 (Dissertation B, HU Berlin, 1984).

Als Herausgeber
- mit Wolfgang Herbst, Heinz Tropitz: Die Novemberrevolution in Deutschland (Dokumente und Materialien). Volk und Wissen, Berlin 1958.
- mit Heinz Habedank, Gerhard Keiderling  u. a.: Geschichte der revolutionären Berliner Arbeiterbewegung. Von den Anfängen bis zur Gegenwart. Bd. 1: Von den Anfängen bis 1917, Dietz Verlag Berlin 1987.
- mit Gerhard Engel, Bärbel Holtz, Gaby Huch: Groß-Berliner Arbeiter- und Soldatenräte in der Revolution 1918/19. Dokumente der Vollversammlungen und des Vollzugsrates. Vom Ausbruch der Revolution bis zum 1. Reichsrätekongress. 3 Bände. Akademie, Berlin 1993/1997/2002.
- mit Wolfgang Ribbe: Brandenburgische Geschichte. Akademie, Berlin 1995.
- mit Wolfgang Ribbe: Geschichte in Daten – Brandenburg. Koehler & Amelang, München 1995.
- mit Wolfgang Ribbe: Geschichte in Daten – Berlin. Koehler und Amelang, München 1997.
- mit Beatrice Falk: Die gemeingefährlichen Bestrebungen der Sozialdemokratie. Teil 2: Die Berichte des Berliner Polizeipräsidenten über die sozialdemokratische Bewegung in Berlin während des Sozialistengesetzes 1878–1890. Berliner Wissenschafts-Verlag, Berlin 2009.